# Залесский, Николай Лаврентьевич
Никола́й Лавре́нтьевич Зале́сский (1835—1906) — русский фармаколог, заслуженный профессор Харьковского университета.

## Биография
Учился в харьковской гимназии, откуда в 1855 году поступил на медицинский факультет Харьковского университета. Закончил его в 1860 году с отличием, в звании лекаря. Назначен ординатором терапевтической и акушерской клиник Харьковского университета. В том же году отправился за границу — для пополнения знаний по химии работал сначала в лаборатории Вюрца в Париже, а затем в лаборатории профессора Гоппе-Зейлера в Тюбингене.
В апреле 1861 года был отправлен в научную командировку на два года для подготовки к преподаванию медицинской химии. По возвращении в Россию после защиты диссертации в ноябре 1866 года Н. Л. Залесский был удостоен степени доктора медицины.
В апреле 1868 года избран доцентом токсикологии и судебной химии; с 1869 года по 1876 годы преподавал ещё и судебную медицину на юридическом факультете (с 1870 года в качестве экстраординарного профессора). В 1871 году был избран профессором гигиены в Казанский университет, но не поехал туда. В 1875 году был утверждён ординарным профессором судебной медицины. В 1882 году был переведён на кафедру фармакологии (на место умершего И. Н. Станкевича), наиболее отвечавшую его подготовке и личным симпатиям. С 1883 по 1893 годы преподавал также на кафедре общей терапии.
В 1885 году был избран ординарным профессором фармакологии. С 1888 года — заслуженный профессор. Кафедру фармакологии Залесский занимал вплоть до 1893 года, когда вышел в отставку с выслугой 30 лет.

## Научная деятельность
Наиболее известные из его научных трудов:
- «Исследования об уремическом процессе и функции почек»;
- «О составе костей человека и различных животных».